# 二语十
二语十是日本轻小说家，出生并现居在福冈县，代表作有《偵探已經，死了。》。

## 创作经历
在大学入学考试失败并等待下一年重新申请的时候，由于总觉得没有学习的干劲，二语十经常去当地书店，一次他在一家录像带租赁店看到了一部动画的宣传视频在反复播放，随后在书店的轻小说区根据封面找到了《我的妹妹哪有這麼可愛！》这部作品，并开始沉迷于轻小说。在大学三年级的时候，他开始响应公开征稿，但没有被选中。
受《不起眼女主角培育法》的成功影响，他组建了同人社团，并开始参加Comic Market等活动。大约两年后，出于对商业成功的渴望，他又开始提交公开征稿。在一年后的2018年12月31日，他向MF文庫J提交《偵探已經，死了。》并获得第15回MF文庫J轻小说新人奖，随后于2019年11月首次推出该系列。
据其自称，他的笔名的灵感来源于直木三十五，其中“三十五”代表他取该笔名时的年龄。因为二语十当时25岁，他原本想把笔名命为“二十五”（日语：／）。然而，他觉得自己的名字与直木三十五这样有影响力的作家相似听起来很傲慢，所以他把日語假名的顺序调换，改成了“二語十”（日语：／）。